# Fabrik-Marianne
Fabrik-Marianne ist ein deutsches Stummfilmmelodram von 1913 mit Sabine Impekoven in der Titelrolle. 

## Handlung
Die junge Marianne ist ein echter Sonnenschein und schuftet tagein, tagaus in einer Fabrik. Sie ist für ihre Munterkeit, Natürlichkeit und Freundlichkeit bei allen beliebt. Eines Tages kommt die „finstere“ Wahrheit heraus: Marianne ist gar nicht das waschechte Proletarierkind, für das sie bislang jedermann hielt! Als sie gerade zur Rädelsführerin bei einem Streik gegen den Fabrikbesitzer Brandes erkoren wird, stellt sich heraus, dass sie in Wahrheit die illegitime Tochter des Eigners Brandes ist (was sie bislang selbst nicht wusste). Einst hatte Brandes eine junge Frau namens Paula geschwängert, die aus einfachen Arbeiterverhältnissen stammte. Der Druck, seinem sozialen Stand gemäß zu heiraten, führte dazu, dass Brandes sich von Paula abwendete und diese mit ihrem Kind, Marianne, fortzog. Später reichte Paula Marianne an ihre Verwandtschaft weiter und brachte sich bald darauf um.
Nun, zwanzig Jahre später, stehen sich Tochter und Vater als Gegner im Arbeitskampf gegenüber. Sofort gerät das Mädchen in einen heftigen Widerstreit zwischen proletarischem Pflichtgefühl und emotionaler Neigung gegenüber dem neuen Vater, zumal sie diesen zuvor durch einen Steinwurf verletzte. Der gealterte Brandes ist emotional verhärtet, seit seine gesamte Familie bei einem Autounfall ums Leben kam. Marianne laviert zwischen die Fronten. Als sie hört, dass ihre Streikkumpanen Brandes’ Wohnhaus stürmen wollen, warnt sie ihren Vater vor. Der alarmiert sofort das Militär. Dennoch können einige Arbeiter in das Gebäude eindringen. Mit der Pistole in der Hand sieht Mariannes Verlobter, ebenfalls unter den Streikenden, wie sich Vater und Tochter in den Armen liegen. Er deutet diese Situation falsch und hält Marianne für die Geliebte des alten Brandes. Es fällt ein Schuss, und Marianne stirbt. Dies bedeutet zugleich das Ende des Streikes.

## Produktionsnotizen
Fabrik-Marianne wurde Mitte 1913 im Continental-Film-Atelier in der Berliner Chausseestraße 123 gedreht und passierte im August oder September 1913 die Filmzensur. Die Uraufführung erfolgte wohl noch im selben Jahr. 1914 wurde der Streifen auch unter dem Titel Marianne gezeigt. Der Film besaß fünf Akte auf 1900 Metern Länge. Ein Jugendverbot wurde erteilt.
Für Max Faßbender war dies eine seiner ersten Arbeiten als Chefkameramann beim Kinospielfilm.

## Kritik
„Ein echtes und rechtes Volksdrama mit einem Inhalte, der in seiner einfachen Handlung erschütternde dramatische Momente enthält… (…) Die Hauptrolle wird von Sabine Impekoven mit einer solch liebenswürdigen Drolerie in den humoristischen Vorgängen, mit einer solchen hinreißend dramatischen Belebung in den tragischen Momenten dargestellt, daß sie sich würdig in die erste Reihe der berühmten Filmdarstellerinnen einreihen darf. Der Film ist ein Meisterwerk in seiner Art...“